# Enceinte d'Aire-sur-la-Lys
L'enceinte d'Aire-sur-la-Lys est un ancien ensemble de fortifications qui protégeait la ville d'Aire-sur-la-Lys entre le Moyen Âge et le XXe siècle. Ces fortifications ont façonné la ville au cours des siècles. Successivement première ligne de défense des Pays-Bas puis seconde ligne de défense du Pré Carré de Louis XIV, la ville subira trois sièges qui feront évoluer ses fortifications jusqu'à leur démantèlement en 1893. De cette architecture militaire, il subsiste encore quelques monuments dont la plupart a trouvé une fonction civile.

## Les fortifications médiévales (1200 à 1520)
La ville d'Aire se dote très tôt de remparts. Une motte castrale (La Salle) est construite au XIe siècle par les comtes de Flandres à l'Est de la ville. Ce bâtiment fortifié est ceint d'un fossé, d'un pont-levis et de viviers. Il était situé sur l'actuelle place des Béguines. Vers 1200, Baudoin IX de Flandre fait construire un second château à l'ouest de la ville; il se situe sur l'actuelle Place du Château. C'est un bâtiment carré doté de murs de 2 mètres d'épaisseur sur une hauteur de 11 m, avec une cour centrale, des tours cornières à chaque angle. Il est entouré d'un fossé et possède un pont-levis. Le castrum s'élargit durant le Moyen Âge et la ville d'Aire-sur-la-lys est entourée de remparts doublés de fossés. Les tours des remparts sont rondes et voûtées de briques au soubassement de grès. Elles sont constituées de plusieurs pièces et d'une "haute loge" à l'étage qui sert à abriter les veilleurs et les armes. À cette époque, ce sont les bourgeois qui protégeaient la ville. Au cours des XIVe et XVe siècles, les remparts ont été renforcés. Le tracé de la ville d'Aire-sur-la-Lys ne changera plus jusqu'en 1893, date du démantèlement de l'enceinte.

## Les fortifications modernes (1520-1676)

### Contexte
La création de l'enceinte moderne s'inscrit au cours des XVe et XVIe siècles dans une période d'affrontement entre le royaume de France et les ducs de Bourgogne qui se prolonge lorsque les territoires bourguignons passent à la maison de Habsbourg à la fin du XVe siècle à la suite du mariage de Marie de Bourgogne, fille de Charles le Téméraire, duc de Bourgogne avec Maximilien Ier de la maison de Habsbourg. À cette même époque, la guerre de Succession de Bourgogne a entrainé la perte de la Picardie pour les Pays-Bas bourguignons avec un déplacement de la frontière vers le nord à la frontière avec l'Artois resté bourguignon, Aire devenant alors une ville frontière avec le royaume de France.
Mais c'est surtout l'invention puis la montée en puissance de l'artillerie au XVe siècle ayant rendu caduques les fortifications médiévales qui va pousser ces deux puissances au cours du XVIe siècle à réaliser de nombreux points d'appui militaires le long de leur frontière commune.

### Mise en œuvre
À la suite de la guerre de Succession de Bourgogne, Aire occupe une nouvelle place de ville frontière avec le royaume de France. Cette position nouvelle et les travaux qu'entreprend François Ier au cours des années 1515-1520 pour rebâtir les fortifications de Thérouanne qui avaient été détruites par les Habsbourg au cours du siège de 1513 et située à tout juste dix kilomètres d'Aire poussent Charles Quint à vouloir moderniser les défenses médiévales de la ville,. Dans ce but, à partir de 1522, des boulevards, éléments de fortification de transition entre la fortification médiévale et bastionnée sont ajoutés.
Dans un second temps, à la demande de Charles Quint, à partir des années 1540, quatre bastions viennent s'ajouter à l'enceinte :
- le bastion des chanoines ou de Thiennes en 1541;
- le bastion de la porte d'Arras en 1546;
- le bastion de la porte de Saint-Omer en 1553 ou postérieurement, certaines sources mentionnent la construction de ce bastion en 1533, celui-ci est cependant absent du plan établi entre la fin août et septembre 1553 par l'ingénieur Giovanni Maria Olgiati qui effectue à la demande de Charles Quint le tour des places fortifiées aux frontières des Pays-Bas pour les contrôler et en proposer des améliorations[2];
- le bastion Notre-Dame entre 1560 et 1570.

Le type de bastion utilisé à l'exception de celui de Thiennes est inconnu; on peut toutefois relever la présence d'orillons sur le plan de Deventer (voir ci-dessous). Le bastion de Thiennes qui existe toujours et a conservé sa disposition intérieure d'origine est un bastion à orillons et flancs casematés qui abritent des pièces d'artillerie pour flanquer le fossé selon une disposition typique des bastions construits dans les années 1530 et 1540 dans les Pays-Bas et le royaume de France voisin.

### Développements ultérieurs
En 1610, Pierre Coeulre, dessine un nouveau plan de la ville. Deux nouveaux bastions apparaissent : "La porte de l’eau" qui se situe au niveau de la sortie est de la Lys, et la porte de Bienne, à l'ouest. Il ne reste plus qu'une seule tour d'enceinte, celle de la "Langue Salée" qui disparaîtra en 1893. Mais surtout une deuxième ligne d’ouvrages extérieurs, en forme de demi-lune  derrière des fossés qu'on élargit, renforce les défenses de la cité.
C'est à ces fortifications que les forces françaises, en mai-juillet 1641, puis espagnoles, en décembre de la même année, se heurtent lors des deux sièges que connait la ville.
En 1642, la construction du fort Saint-François a pour but de prémunir la ville des attaques venues de Flandres.
Malgré le traité des Pyrénées en 1659, Aire-sur-la-Lys reste sous domination espagnole. La France regagne la ville à la suite du siège de 1676. À cette date, « la place forte comportait huit bastions (Beaulieu, Montmorency, Saint-Omer, Porte à l'Eau, Chanoines, Thiennes, Arras, Verd), dix demi-lunes et trois ouvrages à cornes (Arras, Notre-Dame, Saint-Omer) ».

## Aire ville française

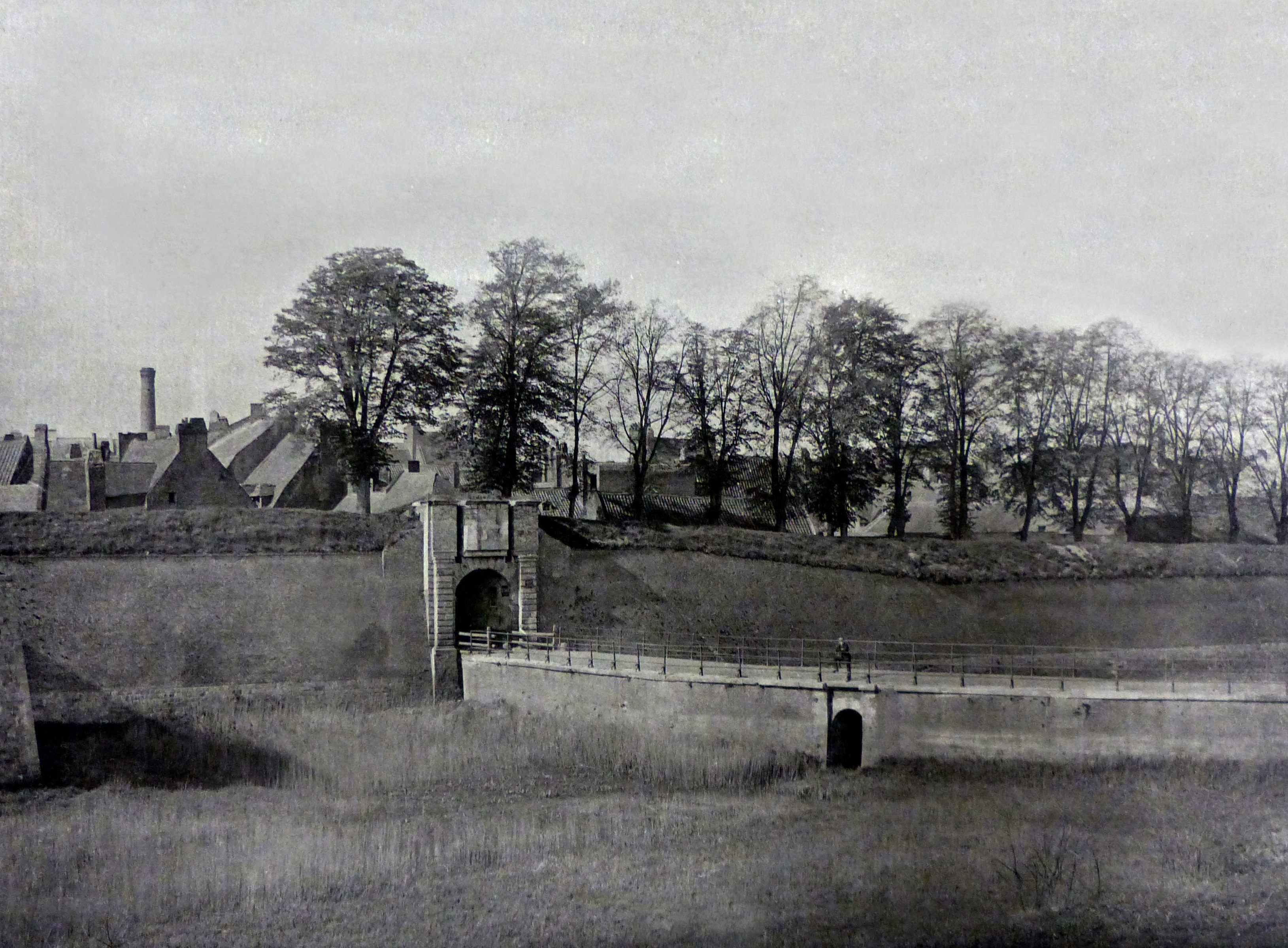
Porte d’Arras

À la fin du siège de 1676, Vauban confie à l'ingénieur Gourdin la construction d'édifices autour des fortifications. En 1682, Gourdin fait parvenir à Vauban un plan et deux projets. Ceux-ci suggèrent la mise en place d’une deuxième enceinte au bord d’un fossé et d’un glacis et de ne garder que trois ouvrages à corne aux portes de la ville. C’est en 1686 que, par un mémoire, il obtient l’approbation de Vauban et l'ordonnance de détruire l'ouvrage à corne de la porte d'Arras et d'amplifier par deux demi-lunes celles de Notre-Dame et de Saint-Omer.
Vauban a renforcé le système de défense par l'eau en créant des contre-fossés et des batardeaux. En 1710, on inonde les champs autour des fortifications pour éviter aux ennemis d’en approcher. Mais cela n'empêche pas les Espagnols de reprendre la ville en 1710. Elle ne redevient française avec le traité d'Utrech en 1713.

## Les derniers grands travaux

### Première vague de travaux (1740 à 1760)

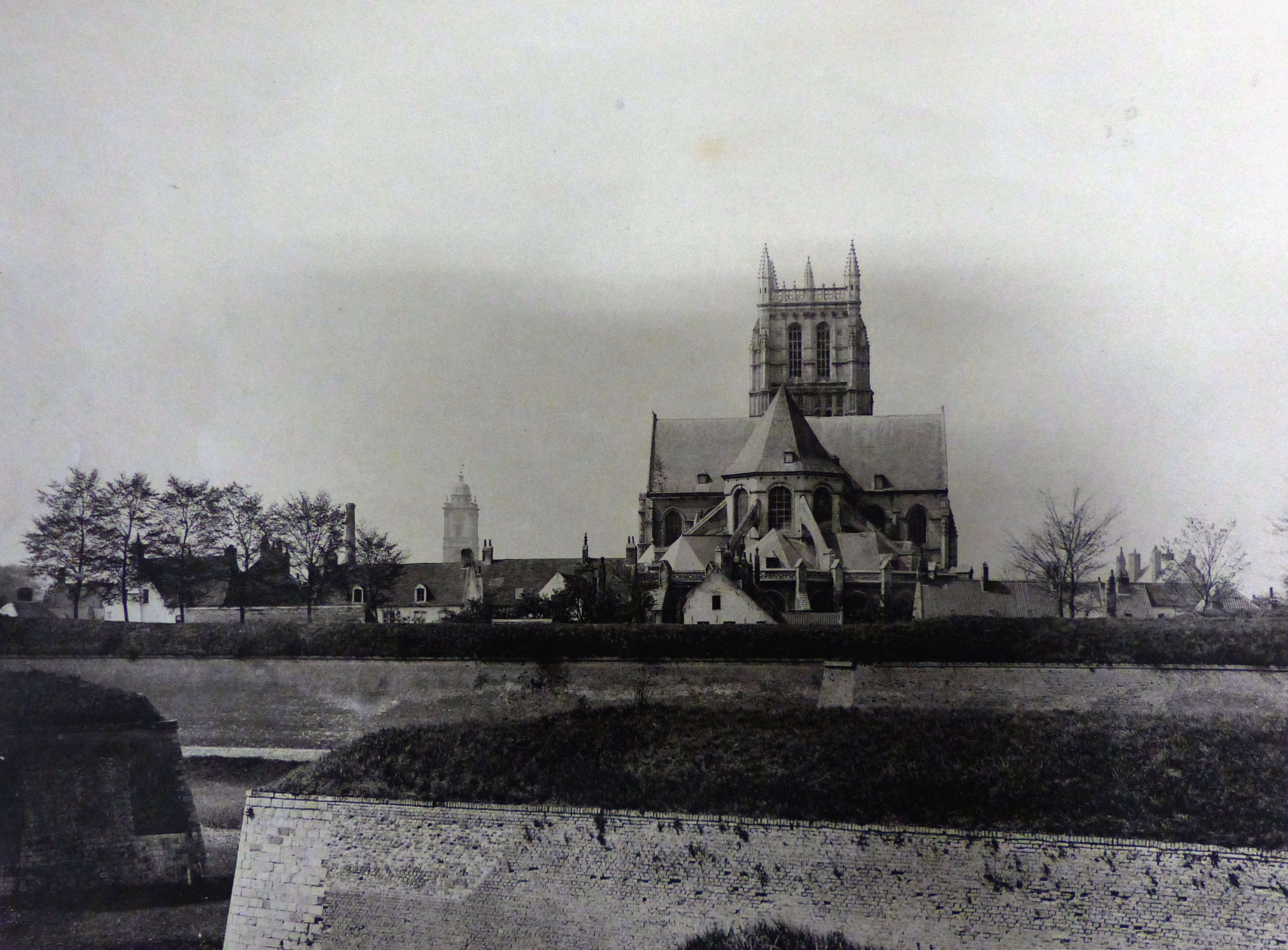
Église Saint-Pierre Bastion et Contre-Garde des Chanoines

Trois personnes ont joué, au XVIIIe siècle, un rôle majeur dans les travaux des fortifications. La première est Matthieu Demus. De 1740 à 1744, il construit la contre-garde de Thiennes après avoir rasé la demi-lune de 1742 qui protège le bastion de Thiennes (autrefois appelé Bastion des Chanoines). Il dirige également la construction des casernes Notre-Dame et le pavillon des officiers. Le second est Louis Courdoumer : de 1744 à 1751, il achève les contre-gardes de Thiennes, entame celle des Chanoines (nouveau nom donné au bastion Notre-Dame).
Le troisième est Étienne Chevalier de Lencquesaing. De 1751 à 1761, il reconstruit, à l'ouest, la demi-lune devant le château, les corps de garde des trois portes de la ville. Sous son action, la ville se dote de quatre contre-gardes qui protègent les bastions d'Asfeld, des Chanoines, de Thiennes et d'Arras. La caserne de la Blanchierie (actuelle résidence Bayart) lui est due également.

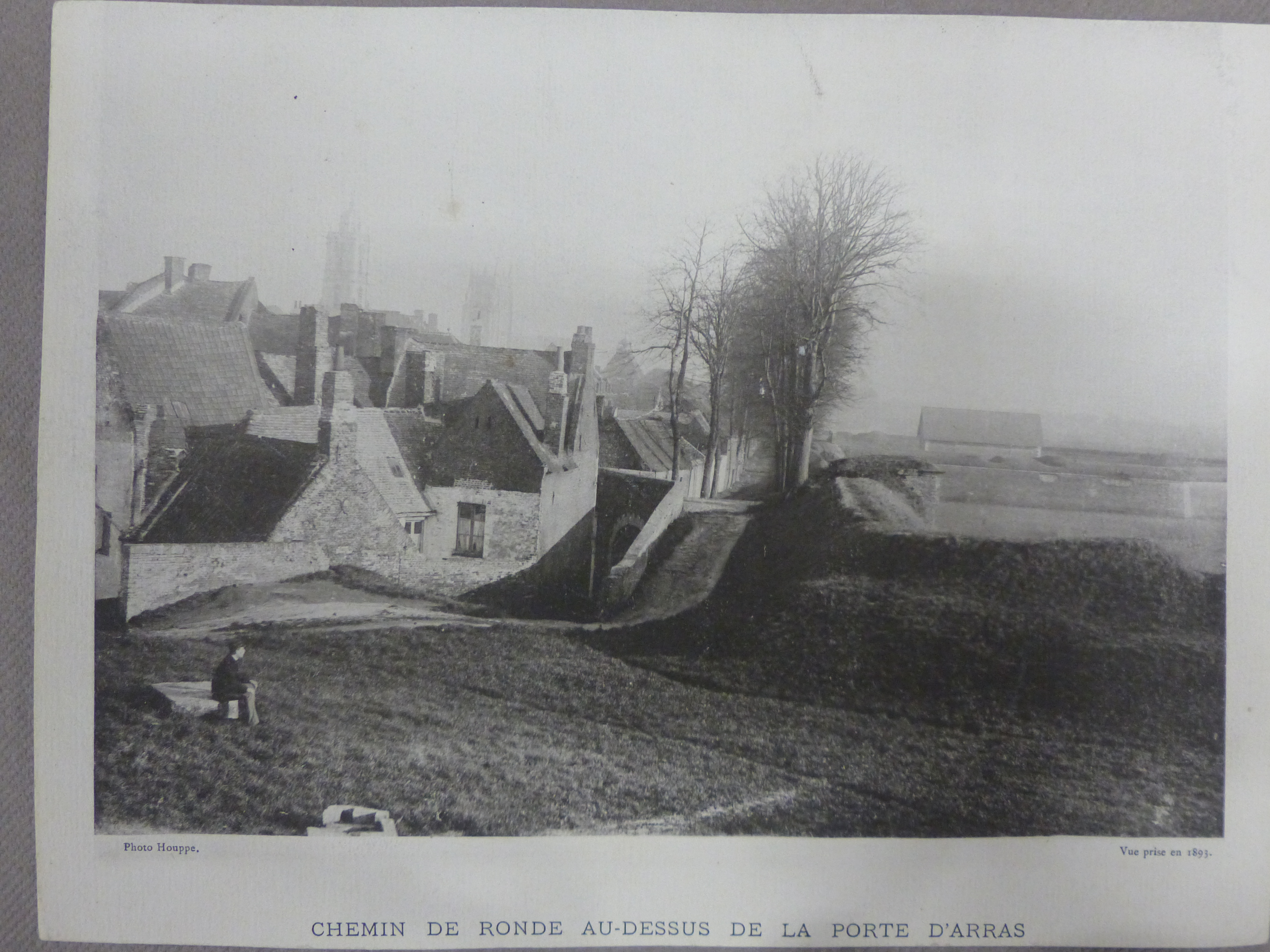
Chemin de ronde au-dessus de la porte d'Arras.

### Les modifications mineures des fortifications (1760 à 1893)
Laurent Bocquillon indique que « les projets ultérieurs ne restèrent toujours qu'au stade de rapport écrit répété chaque année par les ingénieurs afin de recevoir des subsides pour l'entretien ».
Après 1760, on cherche surtout à conserver les fortifications en l'état et éviter leur délabrement.

## Démantèlement (1893)
Dès le 1er juillet, l'armée se débarrasse des canons et déménage les fusils. Quelques jours plus tard, le 14 juillet, on entame les travaux à la porte Beaulieu sous le regard des badauds. « Le maire Fauquette allume la mèche qui se relie aux cartouches de dynamite [… le démantèlement est commencé » [réf. nécessaire], mais ce n'est qu'un seul bout du mur qui s'effondre à défaut d'une grande explosion.

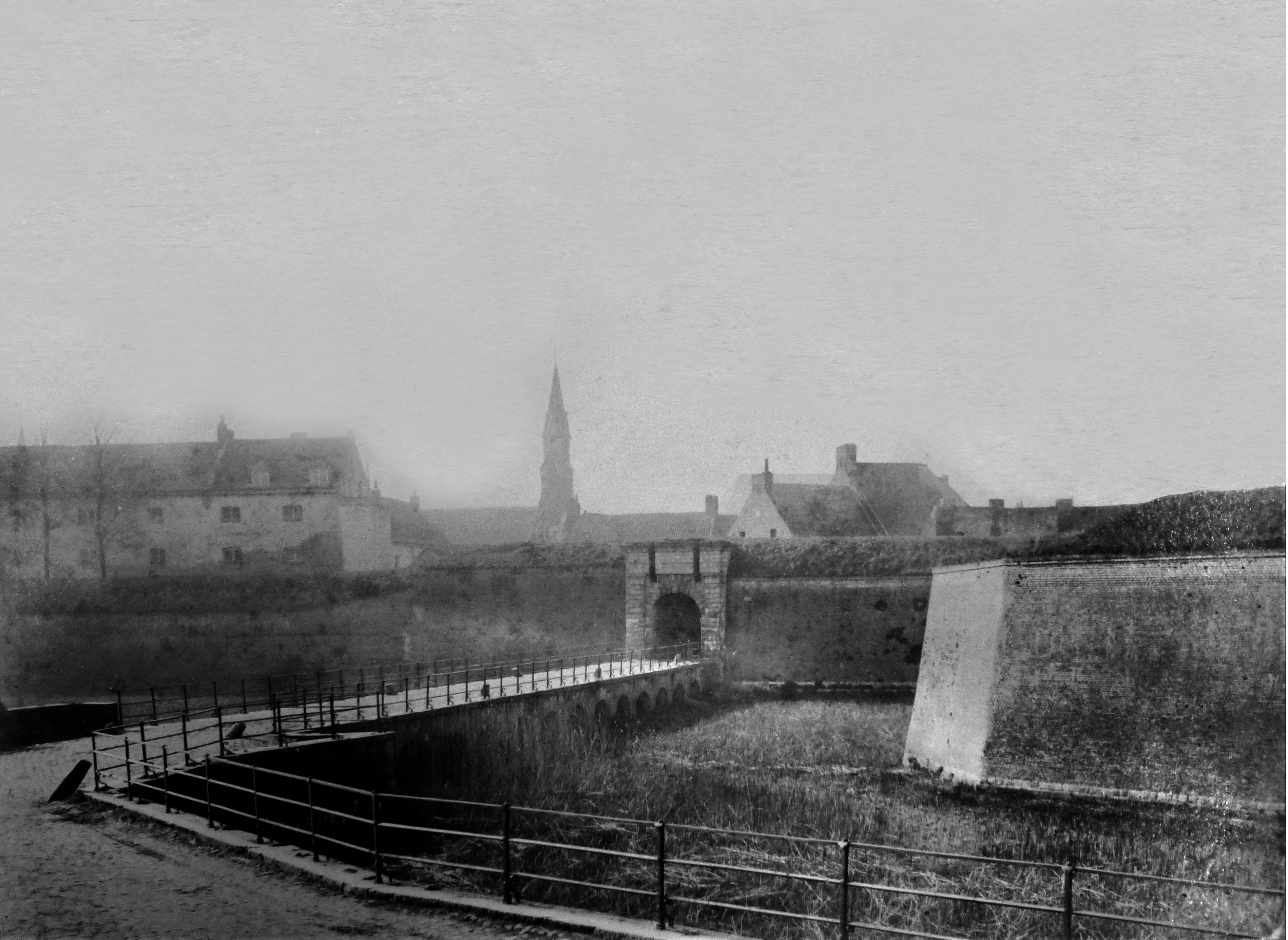
Porte de Saint-Omer.

Il a fallu 22 ans d'attente entre la décision de principe en décembre 1871 et le début de la démolition des fortifications en 1893.
Pendant dix-sept ans, des opposants n'ont cessé de déposer des rapports défavorables au démantèlement des fortifications. C'est seulement le 1er octobre 1888 que le conseil supérieur de la guerre déclasse la place d'Aire, laissant tous les frais de démantèlement à la charge de la ville. Le 17 juillet, les travaux commencent réellement. Puis les négociations entre la ville et l'armée avec le général Mendier, directeur du Génie ont commencé sur les modalités pratiques de l'opération.
Après ces négociations, la ville assure tous les risques de l'opération et supporte tous les coûts des travaux. De son côté, l'armée remet gratuitement à la ville les terrains dégagés qui pourront être vendus et loués.
Les travaux continuèrent encore trois années. Aire est alors un vaste chantier où les terrassiers démolissent les remparts, à l'aide de pioches et de beaucoup d'explosifs. Petit à petit, la ville s'ouvre à l'extérieur avec le tracé de boulevards, l'installation de conduites de distribution du gaz d'éclairage. En septembre, un accès direct à Moulin-le-Comte est créé.
En octobre, ce sont 200 ouvriers qui travaillent sur le chantier. Mais les travaux sont interrompus à cause d'inondations, les plus graves que la ville ait connues. Après plusieurs semaines, le démantèlement est terminé, les habitants voient leur horizon transformé. Avec désormais une vue sur la campagne, on peut accéder à pied à la banlieue de la ville et tous les jardins qui autrefois étaient fermés par les remparts sont désormais ouverts sur les champs.
Cependant, la sécurité précaire durant les travaux et le manque d’expérience des ouvriers dans la manipulation des explosifs ont causé un certain nombre d'accidents dont trois mortels en février 1893 et février 1894. Au départ, le coût du démantèlement des remparts qui avait été estimé à 600 000 francs s'élèvera finalement à 925 000 francs.

## Vestiges
Aujourd'hui, les fortifications encore visibles sont les portes d'Arras et de Saint-Omer, le Bastion du Mont des Chanoines, les portes d'entrée du fort Gassion, le bastion de Beaulieu, la poudrière et les casernes de Listenois et Taïx.
Les portes d'Arras et de Saint-Omer ont été conservées grâce au maire André Faucquette en 1897. On peut voir en effet encore aujourd'hui devant le parc des sports, rue d'Isbergues, une porte reconstruite avec les anciennes pierres des anciennes portes d'Arras et de Saint-Omer.

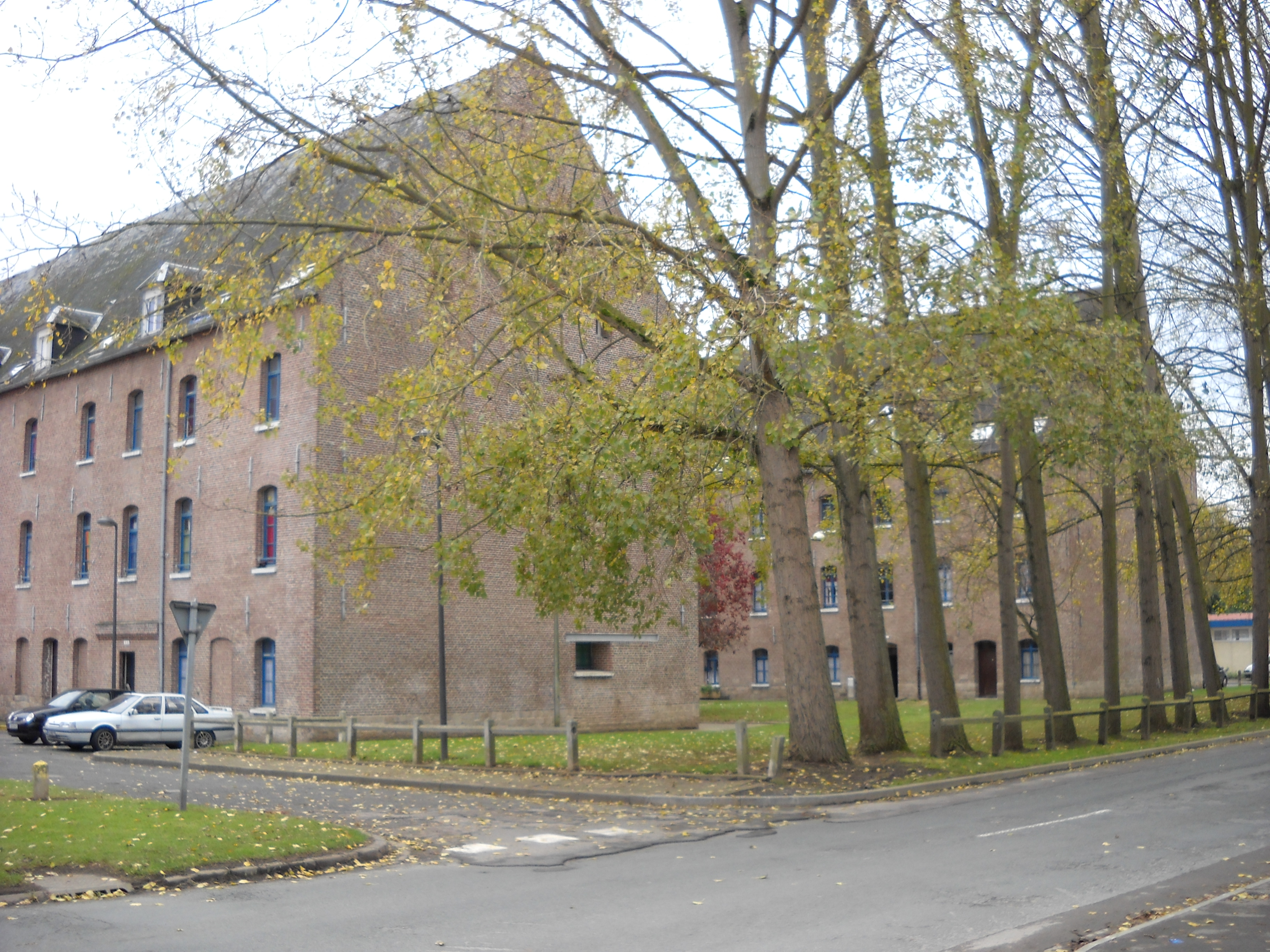
Les casernes de Listenois boulevard de l'Arsenal à Aire-sur-la-Lys.

En 1893, le conseiller municipal François Saudo a demandé de conserver le Bastion du Mont des Chanoines. Malgré quelques modifications au cours du XXe siècle, ce bastion donne une idée assez juste des fortifications au XIXe siècle.
Du fort Gassion ne subsiste plus aujourd'hui que la porte d'entrée. La chapelle du fort a été démontée pour être reconstruite à La Motte-au-Bois pour servir de façade à une église.
Le Bastion de Beaulieu, construit au début du XVIIe siècle par les Espagnols, subsiste toujours à l'entrée de la ville et reste le mieux conservé à ce jour. La poudrière attenante du XVIIIe siècle a été restaurée en 1991.
Les casernes n'étaient pas concernées par le démantèlement. Toutes, à l'exception de la caserne Coislin qui a brûlé en 1908, ont été conservées et réhabilitées en logements.